# 聖カタリナの神秘の結婚 (アンドレア・デル・サルト)
『聖カタリナの神秘の結婚』（せいカタリナのしんぴのけっこん、伊: Matrimonio mistico di santa Caterina d'Alessandria）は、アンドレア・デル・サルトが1512-1513年頃に描いた聖会話の主題の板上の油彩画である。作品は、フィレンツェのサンティッシマ・アヌンツィアータ教会内のアンドレアによるキオストリーノ・デイ・ヴォーティのフレスコ画と同時期の、アンドレアの初期の時代に制作された。1749年にプラハの帝国画廊により購入され、現在は、ドレスデンのアルテ・マイスター絵画館に所蔵されている。
聖母子の左側にはアレクサンドリアの聖カタリナ（足元の車輪はアトリビュート）がおり、右側にはアンティオキアの聖マルガリータがいる。階段の下には、洗礼者ヨハネが仔羊を抱いている。仔羊は、「神の仔羊」としてイエス・キリストを象徴し、ヨハネは聖マルガリータの足元の竜（聖マルガリータのアトリビュート）から仔羊を守るような仕草をしている。
作品の構図は、ラファエロの『天蓋の聖母』、フラ・バルトロメオの『カンビの聖会話』を明らかに参照している。一方、ヨハネの姿は、レオナルド・ダ・ヴィンチの『聖アンナと聖母子』のヨハネを想起させる。本作は、アンドレアの主要な弟子、特にロッソ・フィオレンティーノとポントルモに大きな影響を与えた。

## 関連作品

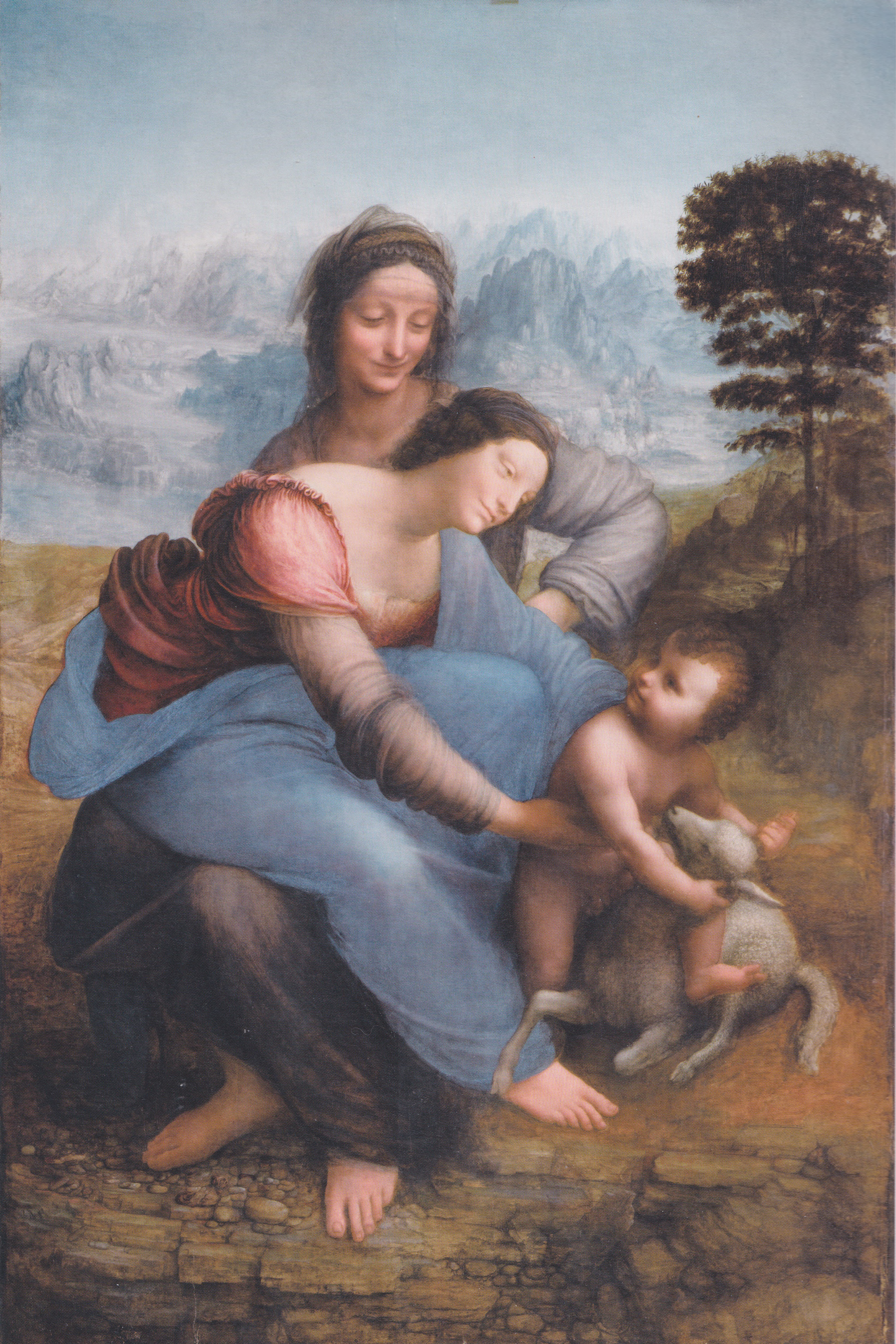
レオナルド・ダ・ヴィンチ『聖アンナと聖母子』(1510-1513年頃)、ルーヴル美術館 （パリ）
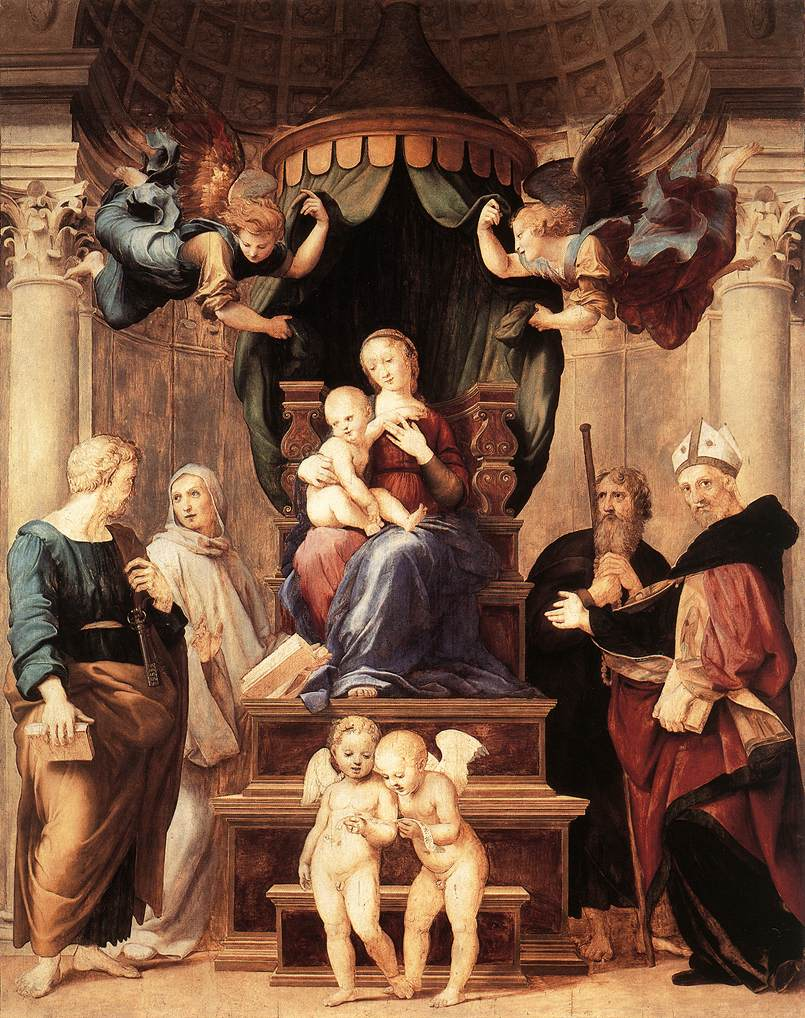
ラファエロ『天蓋の聖母』(1507-1508年)、 パラティーナ美術館 （フィレンツェ）